# マリー・キュリー・スクウォドフスカ大学
マリー・キュリー・スクウォドフスカ大学（ポーランド語: Uniwersytet Marii Curie-Skłodowskiej w Lublinie、略称：UMCS／MCSU）はポーランド共和国のルブリン県ルブリンにある大学。1944年創設。ルブリン大学とも呼ばれる。

## 学部
- 芸術
- 生物学・地学
- 化学
- 経済学
- 哲学・社会学
- 人文
- 数学・物理学・コンピューター科学
- 教育学・心理学
- 政治学
- 法律学・行政学

### 学生交換制度
神奈川大学は当学と2018年に学術交流協定を結び、学生の交換（留学）の受け入れを決めた。

## 著名な卒業生
- ヘンリク・チョク Henryk Cioch（1951年–2017年）法学者、大学教授、EU代議士、オドロゼニア・ポルスキ騎士団章受勲者[注 3]
- ジタ・ギロフスカ Zyta Gilowska（1949年–2016年）経済学者、政治家[注 4]
- スタニスワフ・ミハルキェヴィチ Stanisław Michalkiewicz（1947年生まれ）政治家、市民運動家
- マチェイ・プアザ Maciej Płaza（1976年生まれ）作家、翻訳家
- ヤロスワフ・スタヤルスキ Jarosław Stawiarski（1963年生まれ）政治家、オドロゼニア・ポルスキ騎士団章受勲者[注 3]
- ローマン・シュポルルク Roman Szporluk（1933年生まれ）歴史学者（ウクライナ史、アメリカ史）、名誉教授、博士。

## ギャラリー

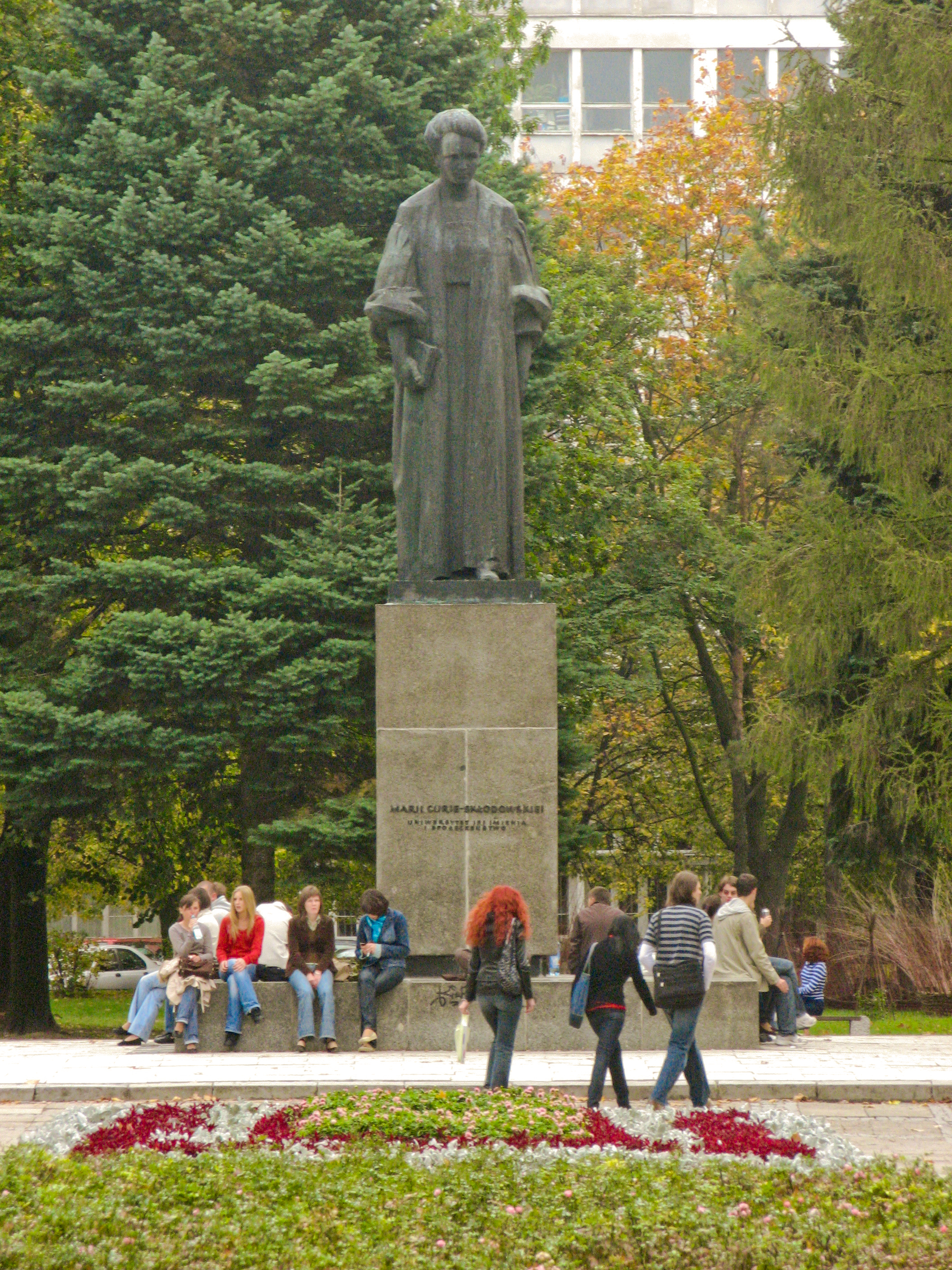
マリー・キュリー記念碑 (ルブリン)（英語）
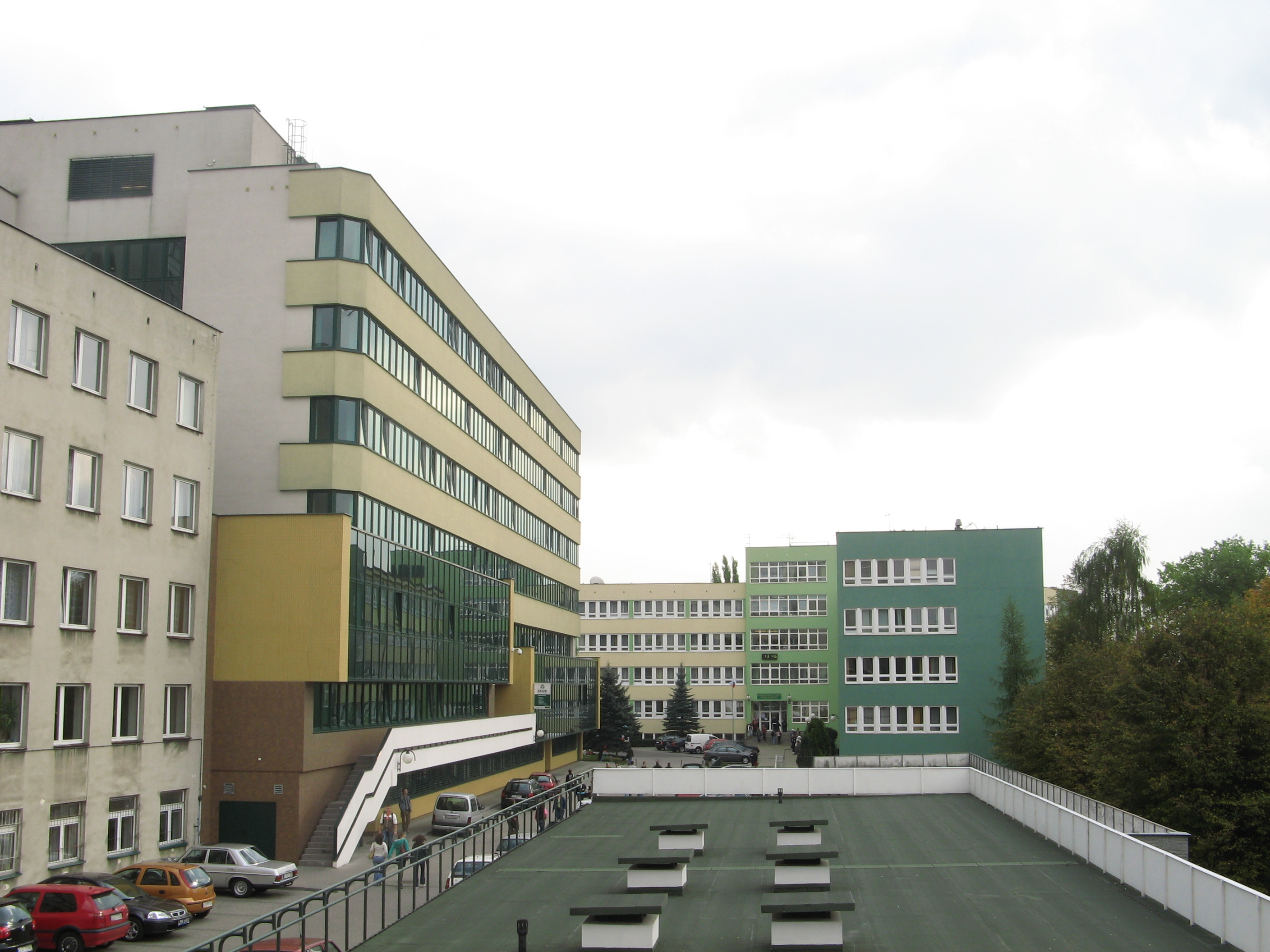
人文科学棟
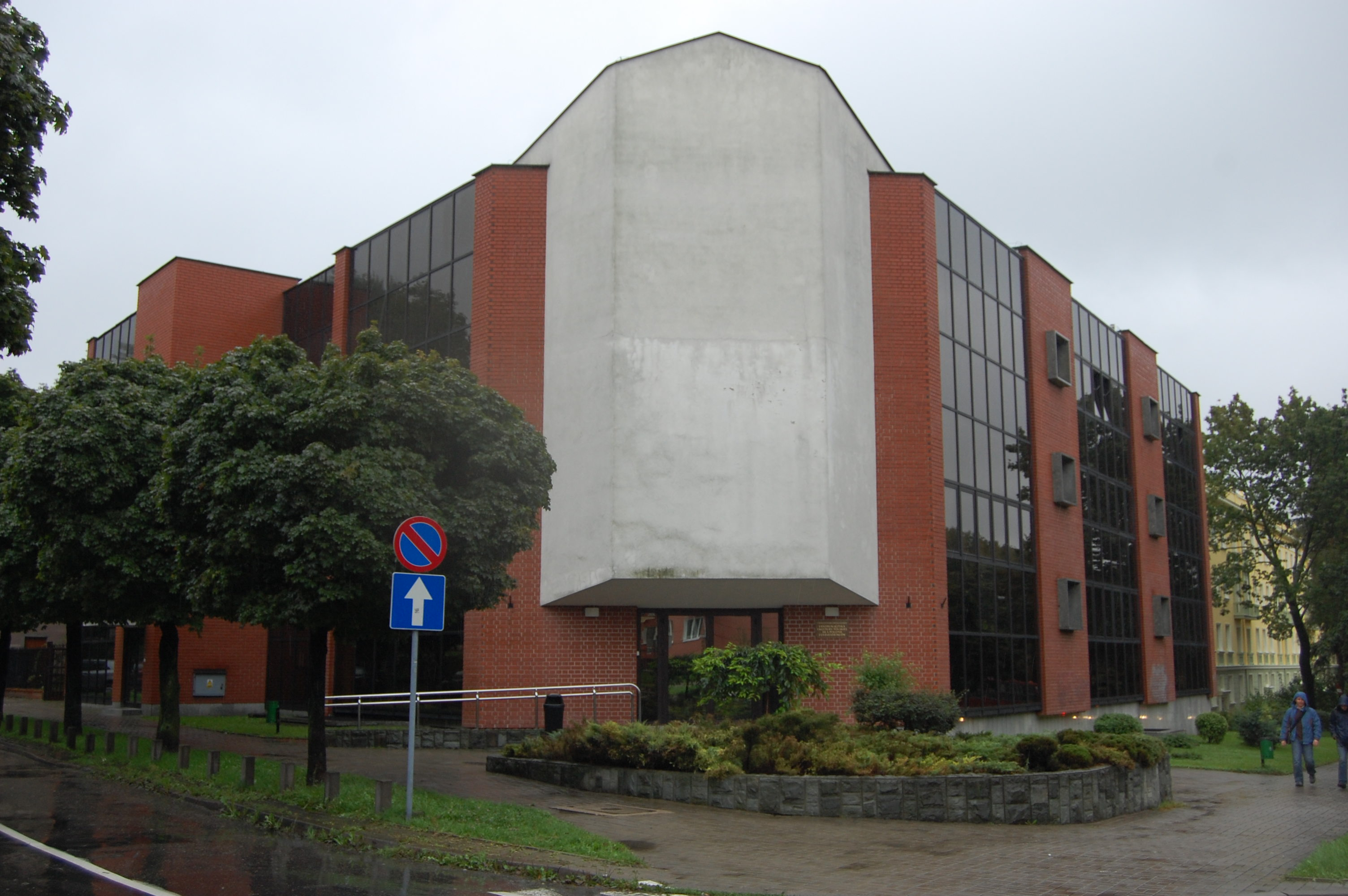
ポーランド哲学棟
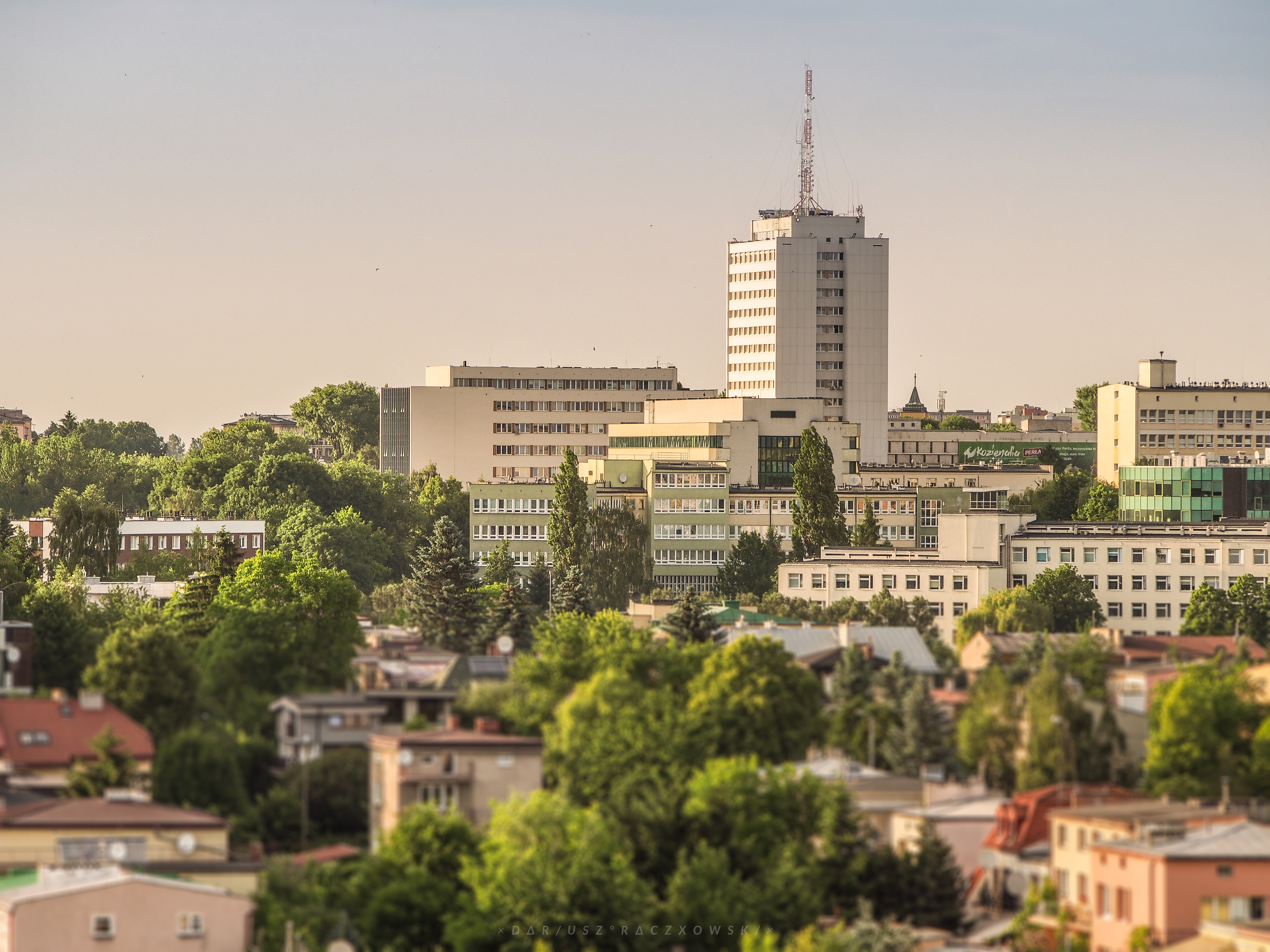
学長室からの眺め
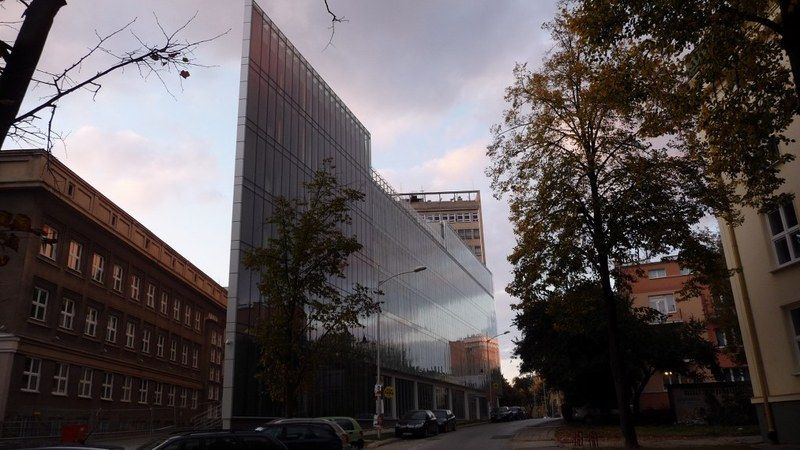
情報技術研究所
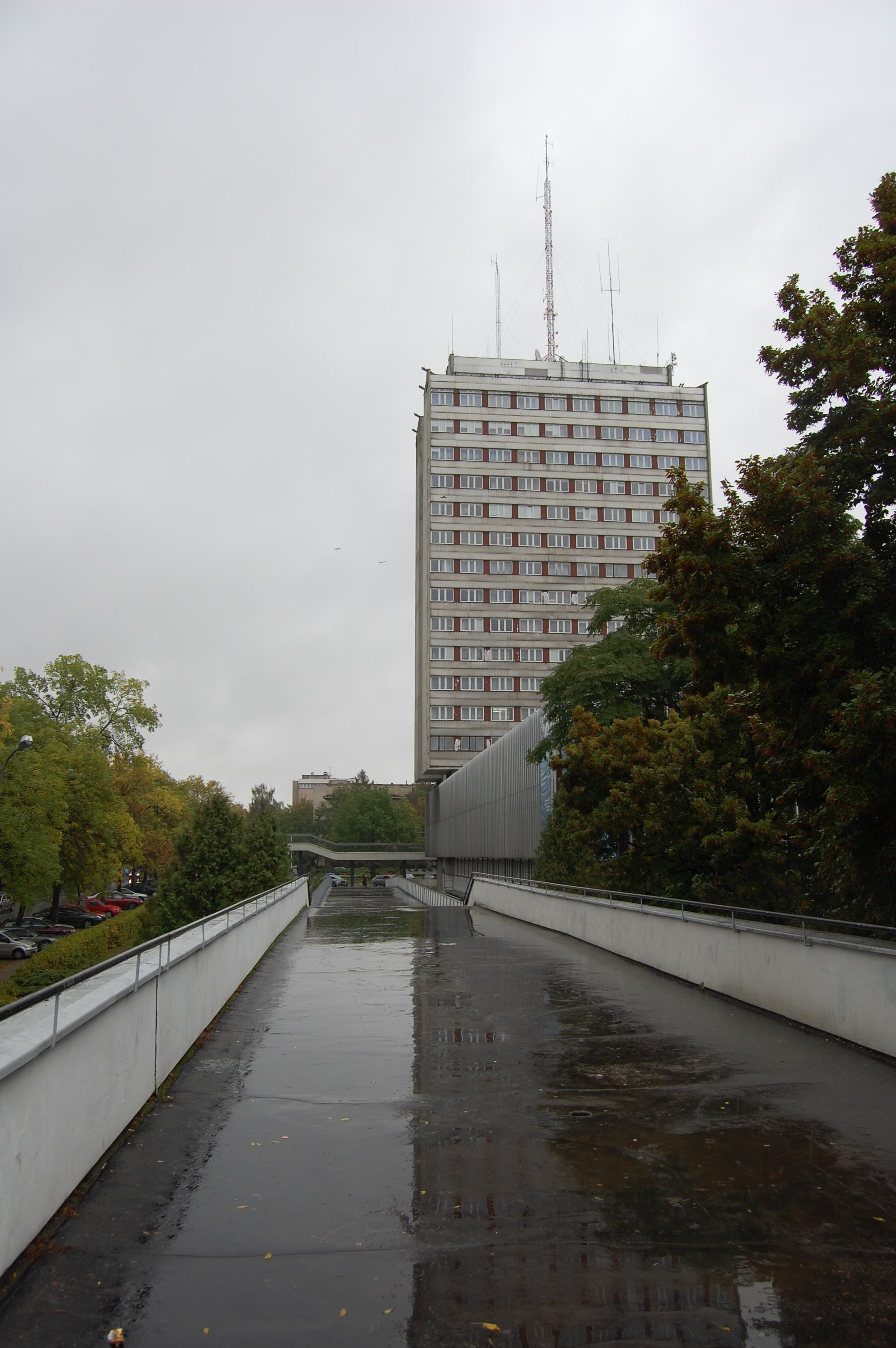
大学本館。ソウィンスキエゴ通りからの眺め

### 注
1. ↑  日本・EU間の経済交流を促す一般法人日欧産業協力センターは、産業、貿易、投資に関する協力が進むよう情報発信をする。政府関係補助金（日本側）と欧州委員会補助金（EU側）との共同資金により運営[1]。2020年7月1日付で一般法人格を得て現在に至る。
2. ↑  一般的にフレームワークプログラム（FP＝Framework Programme[3]）とは、2020年時点で「ホライズン・ヨーロッパ2020」と呼ばれる計画。フレームワークプログラムの第9期（FP9）に相当する[4]。
3. 1 2  チェコ語: Řád znovuzrozeného Polska、ポーランド語版も参照。
4. ↑  ポーランド語版ウィキニュース2007年9月20日付も参照。